# Pfarrkirche Sankt Ulrich (Zell)

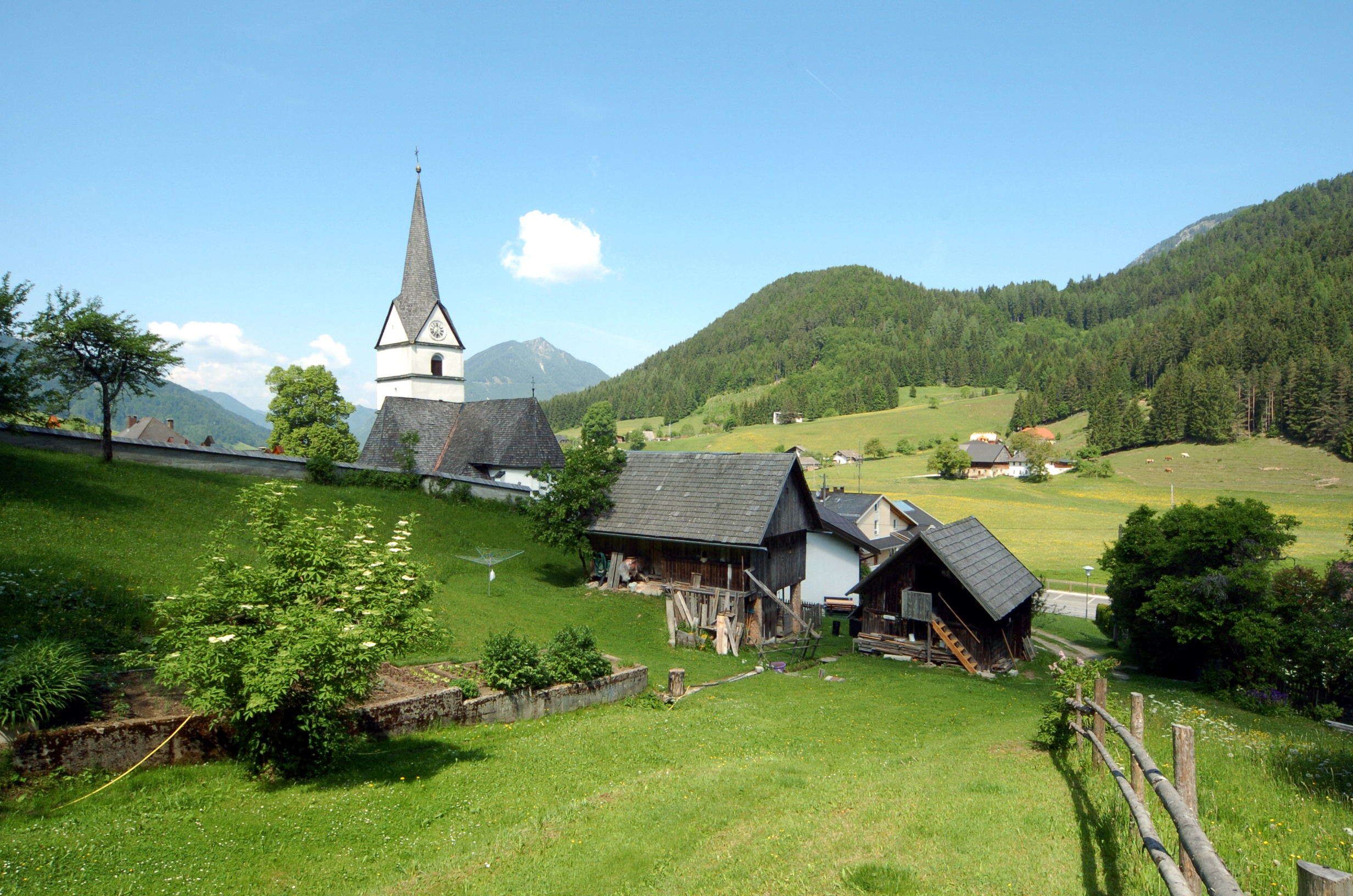
Blick auf die alte Pfarrkirche von Zell

Die alte Pfarrkirche St. Ulrich ist ein katholisches Kirchengebäude, welches sich am nördlichen Berghang am Ostrand des Ortes Zell-Pfarre (Sele-Cerkev) in der Gemeinde Zell befindet.
Die Kirche wurde 1364 erstmals urkundlich erwähnt. Das von einem Friedhof umgebene heutige spätgotische Kirchengebäude wurde in der zweiten Hälfte des 15. Jahrhunderts errichtet und im 18. Jahrhundert erweitert und umgebaut.
Das Gebäude weist einen eingezogenen, polygonalen Chor mit zweistufigen Strebepfeilern auf und besitzt südliche Anbauten. Der Westturm nimmt fast die gesamte Breite des Langhauses (aus dem er hervorspringt) ein und weist spitzbogige Schallöffnungen sowie ein Spitzdach auf. Dem spitzbogigen mit Rundstab versehenen Westportal aus der Bauzeit ist eine langgestreckte, teilweise gemauerte Vorhalle mit Satteldach vorgeschoben. Die Türe des Westportals besitzt gotische Beschläge. Alle Dächer sind mit Holzbrettern gedeckt. An der südöstlichen Außenwand des Chores befinden sich übertünchte Freskenreste.
Das Erdgeschoß des Turmes ist gratgewölbt, wobei der östlich abgefaste Spitzbogen durch die 1791 errichtete Westempore zur Hälfte abgemauert ist. Die mit einer Holzbrüstung versehene Empore selbst weist ein Kreuzgratgewölbe auf, ruht auf Steinbalustersäulen und ist in der Mitte vorschwingend. Das Langhaus ist tonnengewölbt mit kreuzenden Graten und zwei kurzen Stichkappen. Eine südliche Rundbogenöffnung im Langhaus führt in einen polygonalen, stichkappengewölbten Kapellenraum, der angeblich aus dem Jahr 1751 stammt. Der Triumphbogen, mit mittlerweile freigelegten, übertünchten Freskenresten, ist spitzbogig und abgefast.
Der einjochige aus der Bauzeit stammende Chor endet in einem 5/8-Schluss. Der Chor weist ein auf Runddiensten ruhendes Netzrippengewölbe auf, dessen Rippen ursprünglich polychromiert waren. Die zwei Schlusssteine des Gewölbes zeigen eine gemalte Rosette und ein gemaltes Kreuz. Ein südliches, abgefastes Portal führt in die flachgedeckte, gotische Sakristei.
Über der Mensa des Hochaltars befinden sich ein barocker Tabernakel und ein Leuchterengel aus der Mitte des 18. Jahrhunderts. Drei Heiligenstatuen (Ulrich, Petrus und Paulus) stammen aus dem Jahr 1879. Der Marienaltar und die Kanzel wurden 1752 urkundlich erwähnt und stammen von Johann Georg Weidner.